# Tunica (Rome)

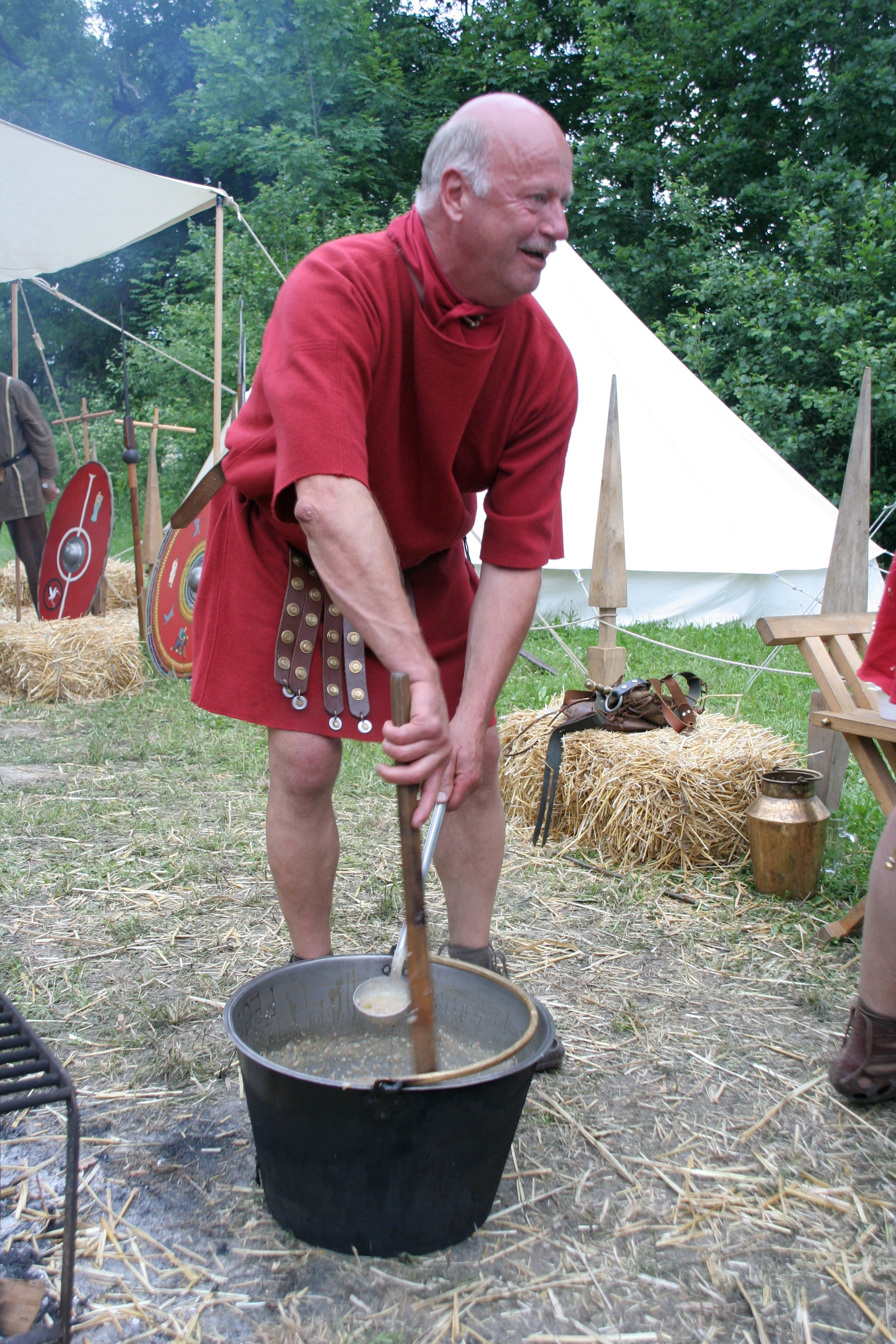
De oorspronkelijke Romeinse tunica.

Mannen en vrouwen in het Romeinse Rijk droegen een tunica. De tunica was een lang kledingstuk van linnen, wol en/of katoen dat rond het middel met een gordel was vastgesnoerd. Bij de mannen hing de tunica op de knie, maar voor de vrouwen was deze langer. Tot aan de opmars van het christendom was de tunica voor mannen de enige onderkleding: daaronder was men naakt. Pas laat in de geschiedenis, tijdens de kerstening, werd onder de tunica door de mannen een lendendoek (kruisloze heupbedekking) of een soort broek gedragen. Vrouwen droegen ook nog een borstlap, vastgemaakt met een mantelspeld of fibula. De tunica die de vrouwen droegen werd soms ook wel stola genoemd. Het eenvoudige volk dat alleen een tunica droeg, werd Tunicati genoemd.
Tot welke rang de mensen behoorden, was gemakkelijk te zien aan hun kleding. De verschillende Romeinse kledingstukken waren heel eenvoudig: de tunica reikte tot aan de knieën of kuiten en was bij de hogere standen versierd met een purperen strook, clavus genoemd. Deze was breed voor de senatoren en smaller voor de equites.